# Aitor Rey
Pour les articles homonymes, voir Rey.
Rey  Gastaka est un nom espagnol. Le premier nom de famille, en général paternel, est Rey ; le second, en général maternel, souvent omis, est Gastaka.
Aitor Rey Gastaka, né le 24 juillet 1993 à Bilbao, est un coureur cycliste espagnol.

## Biographie
En 2011, Aitor Rey devient champion du Pays basque du contre-la-montre dans la catégorie juniors (moins de 19 ans). Il court ensuite au sein de divers clubs basques chez les espoirs (moins de 23 ans). 
Lors de la saison 2013, il s'impose en solitaire sur la Clásica de la Chuleta, alors qu'il court chez Seguros Bilbao,. De 2016 à 2018, il termine sur le podium du championnat d'Espagne de poursuite par équipes. 

## Palmarès sur route
- 2011
  - Champion du Pays basque du contre-la-montre juniors
  - Premio Primavera juniors
- 2013
  - Clásica de la Chuleta
- 2016
  - 2e de la Laudio Saria
- 2018
  - 2e du Mémorial Cirilo Zunzarren

## Palmarès sur piste

### Championnats d'Espagne
- 2016
  - 2e de la poursuite par équipes
- 2017
  - 3e de la poursuite par équipes
- 2018
  - 2e de la poursuite par équipes